# James Whitcomb

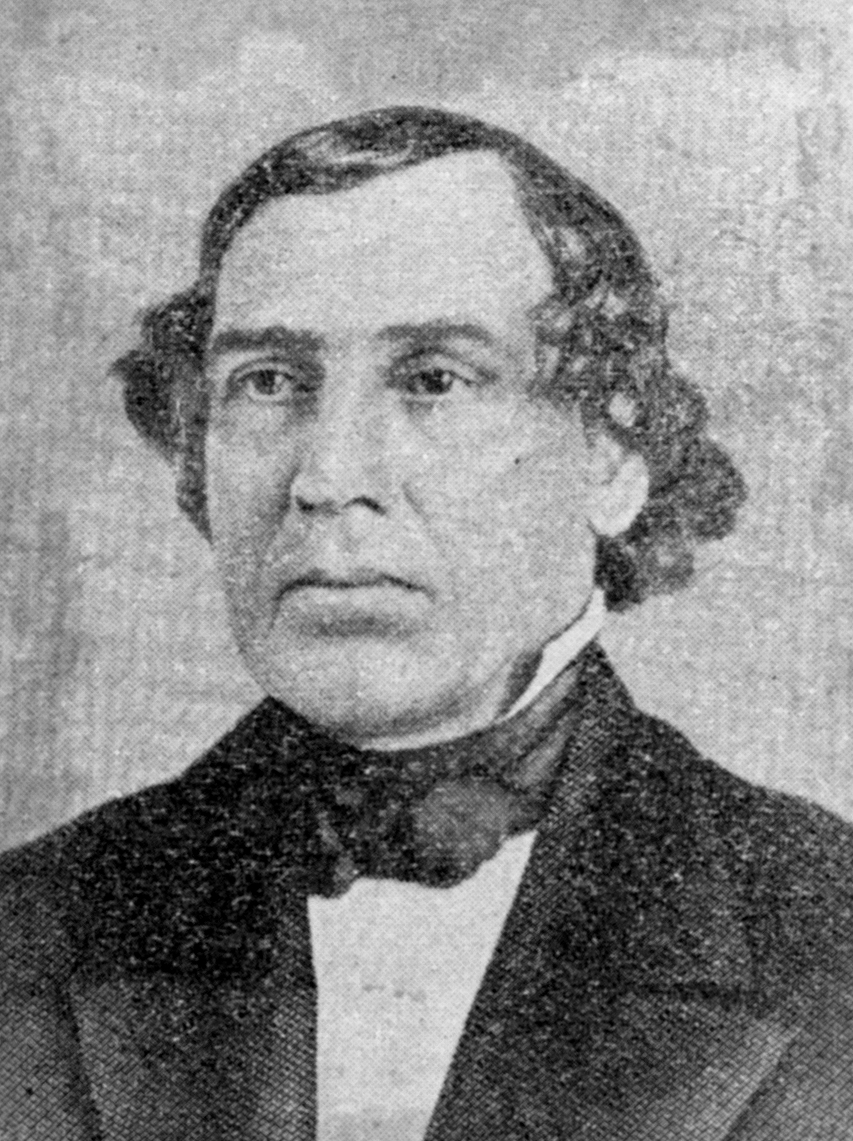
James Whitcomb

James Whitcomb  (* 1. Dezember 1795 in Rochester, Windsor County, Vermont; † 4. Oktober 1852 in New York City, New York) war ein US-amerikanischer Politiker und zwischen 1843 und 1848 der achte Gouverneur von Indiana. Diesen Bundesstaat vertrat er außerdem von 1849 bis 1852 im US-Senat.

## Frühe Jahre und politischer Aufstieg
James Whitcomb zog als Kind mit seinen Eltern nach Kentucky. Dort studierte er an der Transylvania University. Nach einem anschließenden Jurastudium ließ er sich zunächst im Fayette County nieder, ehe er im Jahr 1824 nach Bloomington in Indiana zog. Als Mitglied der Demokratischen Partei saß er zwischen 1830 und 1836 im Senat von Indiana. 1936 wurde er von Präsident Andrew Jackson zum Bevollmächtigten der US-Landverwaltungsbehörde (General Land Office) ernannt. Dieses Amt behielt er bis 1841. Im Jahr 1842 sicherte sich Whitcomb die Nominierung seiner Partei für die Gouverneurswahl. Bei dieser setzte er sich dann am 7. August 1843 gegen Amtsinhaber Samuel Bigger von der Whig Party durch.

## Gouverneur und US-Senator
Whitcomb trat sein neues Amt am 6. Dezember 1843 an. 1846 wurde er in eine zweite Amtsperiode gewählt. In seiner Amtszeit setzte er sich für die Behinderten ein. Damals entstand ein Krankenhaus für geistig Behinderte. Ebenso wurden für Taubstumme Schulen errichtet. Im Zusammenhang mit dem in jenen Jahren ausgebrochenen Mexikanisch-Amerikanischen Krieg wurden fünf Infanterie-Regimenter in Indiana rekrutiert und der Armee zu Hilfe geschickt. Es gelang Gouverneur Whitcomb, auch die schwere wirtschaftliche Krise der letzten Jahre in Indiana zu überwinden. Er konnte die dadurch entstandene Staatsverschuldung drastisch verringern und das Vertrauen in die Politik wiederherstellen.
Nachdem er in den US-Senat gewählt worden war, trat Whitcomb am 26. Dezember 1848 vom Amt des Gouverneurs zurück. Danach blieb er bis zu seinem Tod im Jahr 1852 im Kongress, wo er in zwei Ausschüssen tätig war. Er war mit Ann Renick Hurst verheiratet, mit der er ein Kind hatte.